# Resolució 1613 del Consell de Seguretat de les Nacions Unides
La Resolució 1613 del Consell de Seguretat de les Nacions Unides, adoptada per unanimitat el 25 de juliol de 2005 després de reafirmar les resolucions 808 (1993), 827 (1993), 1166 (1998), 1329 (2000), 1411 (2002), 1481 (2003), 1503 (2003), 1534 (2004) i 1597 (2005), i examinar les candidatures per als càrrecs de magistrats del Tribunal Penal Internacional per a l'antiga Iugoslàvia rebudes pel Secretari General Kofi Annan, el Consell va establir una llista de candidats en concordança amb l'article 13 de l'Estatut del Tribunal Internacional per a consideració de l'Assemblea General.
La llista dels 34 candidats proposada per Kofi Annan va ser la següent:
- Tanvir Bashir Ansari (Pakistan)
- Melville Baird (Trinidad i Tobago)
- Frans Bauduin (Països Baixos)
- Giancarlo Roberto Belleli (Itàlia)
- Ishaq Usman Bell (Nigèria)
- Ali Nawaz Chowhan (Pakistan)
- Pedro David (Argentina)
- Ahmad Farawati (República Àrab Síria)
- Elizabeth Gwaunza (Zimbabwe)
- Burton Hall (Bahames)
- Frederik Harhoff (Dinamarca)
- Frank Höpfel (Àustria)
- Tsvetana Kamenova (Bulgària)
- Muhammad Muzammal Khan (Pakistan)
- Uldis Kinis (Letònia)
- Raimo Lahti (Finlàndia)
- Flavia Lattanzi (Itàlia)
- Antoine Mindua (República Democràtica del Congo)
- Jawdat Naboty (República Àrab Síria)
- Janet Nosworthy (Jamaica)
- Chioma Egondu Nwosu-Iheme (Nigèria)
- Prisca Matimba Nyambe (Zàmbia)
- Michèle Picard (França)
- Brynmor Pollard (Guyana)
- Árpád Prandler (Hongria)
- Kimberly Prost (Canadà)
- Sheikh Abdul Rashid (Pakistan)
- Vonimbolana Rasoazanany (Madagascar)
- Ole Bjørn Støli (Noruega)
- Krister Thelin (Suècia)
- Klaus Tolksdorf (Alemanya)
- Stefan Trechsel (Suïssa)
- Abubakar Bashir Wali (Nigèria)
- Tan Sri Dada Lamin Haji Mohd Yunus (Malàisia)